# Purcell Mountains
Purcell Mountains és una serralada al sud-est de la Colúmbia Britànica, Canadà. És una derivació de les muntanyes Columbia, que inclou les muntanyes Selkirk, Monashee i Cariboo. Son al costat oest de la fossa de les Muntanyes Rocoses a la zona de la vall de Columbia, i al costat est de la vall del llac Kootenay i el riu Duncan. Els únics assentaments grans a les muntanyes són l'estació d'esquí Panorama i l'estació de Kicking Horse, adjacents a les ciutats de la vall de Columbia d'Invermere i Golden, tot i que hi ha petits assentaments, com ara Yahk i Moyie al llarg de l'autopista Crowsnest, i zones rurals residencials que depenen de les ciutats de Creston, Kimberley i Cranbrook, que es troben adjacents a la serralada.
Les Purcell apareixen en alguns mapes dels Estats Units com les Percell Mountains, on el seu límit sud sobresurt als estats d'Idaho i Montana, tocant al llac Koocanusa, un embassament al riu Kootenai. Les classificacions geogràfiques nord-americanes consideren que les Percells formen part de les muntanyes Rocoses, però al Canadà aquesta terminologia es reserva per a les serralades del costat est de la fossa de les Muntanyes Rocoses. A les muntanyes Purcell, la majoria dels cims es troben a prop o per sobre dels 10.000 peus d'elevació.
Els deu cims més alts de les Purcell:
- 1. Mount Farnham 3.493 m
- 2. Jumbo Mountain 3.437 m
- 3. Howser Spire 3.412 m
- 4. Karnak Mountain 3.411 m
- 5. Mount Delphine 3.406 m
- 6. Mount Hammond 3.387 m
- 7. Commander Mountain 3.371 m
- 8. South Howser Tower 3.364 m
- 9. Eyebrow Peak 3.362 m
- 10. Mount Peter 3.357 m